# 卫星党
卫星党，又稱附庸黨、花瓶党、尾巴党、傀儡党，是指依附所在国主要政党（通常是执政党）的一些规模不大的政党。卫星党通常存在於威權統治或極權統治下的國家，一般都是直接或间接受到主要政党的控制而缺乏独立性，並用於对外营造民主氛围或多党合作体制，不會反對政權，亦難以有機會進一步發展，並無實質作用，往往被視為“政治花瓶”。

## 现存的卫星党列表
| 国家                         | 主导党                            | 卫星党                     | 备注 |
| ---------------------------- | --------------------------------- | -------------------------- | --- |
| 中华人民共和国               | 中国共产党                        | 中国国民党革命委员会       | 中国大陆的八大民主党派均将“接受中共的领导”写进了党章。中国共产党对他们进行“政治领导” ，即要求其在政治原则、政治方向上必須与中共一致。中国共产党称之为“参政党”或“民主党派”。                                      |
| 中华人民共和国               | 中国共产党                        | 中国民主同盟               | 中国大陆的八大民主党派均将“接受中共的领导”写进了党章。中国共产党对他们进行“政治领导” ，即要求其在政治原则、政治方向上必須与中共一致。中国共产党称之为“参政党”或“民主党派”。                                      |
| 中华人民共和国               | 中国共产党                        | 中國民主建國會             | 中国大陆的八大民主党派均将“接受中共的领导”写进了党章。中国共产党对他们进行“政治领导” ，即要求其在政治原则、政治方向上必須与中共一致。中国共产党称之为“参政党”或“民主党派”。                                      |
| 中华人民共和国               | 中国共产党                        | 中國民主促進會             | 中国大陆的八大民主党派均将“接受中共的领导”写进了党章。中国共产党对他们进行“政治领导” ，即要求其在政治原则、政治方向上必須与中共一致。中国共产党称之为“参政党”或“民主党派”。                                      |
| 中华人民共和国               | 中国共产党                        | 中國農工民主黨             | 中国大陆的八大民主党派均将“接受中共的领导”写进了党章。中国共产党对他们进行“政治领导” ，即要求其在政治原则、政治方向上必須与中共一致。中国共产党称之为“参政党”或“民主党派”。                                      |
| 中华人民共和国               | 中国共产党                        | 中国致公党                 | 中国大陆的八大民主党派均将“接受中共的领导”写进了党章。中国共产党对他们进行“政治领导” ，即要求其在政治原则、政治方向上必須与中共一致。中国共产党称之为“参政党”或“民主党派”。                                      |
| 中华人民共和国               | 中国共产党                        | 九三學社                   | 中国大陆的八大民主党派均将“接受中共的领导”写进了党章。中国共产党对他们进行“政治领导” ，即要求其在政治原则、政治方向上必須与中共一致。中国共产党称之为“参政党”或“民主党派”。                                      |
| 中华人民共和国               | 中国共产党                        | 台 台灣民主自治同盟        | 中国大陆的八大民主党派均将“接受中共的领导”写进了党章。中国共产党对他们进行“政治领导” ，即要求其在政治原则、政治方向上必須与中共一致。中国共产党称之为“参政党”或“民主党派”。                                      |
|                              | 朝鲜劳动党                        | 朝鮮社會民主黨             | 接受朝鲜劳动党的领导，曾参加祖国统一民主主义战线。 |
| 天道教青友黨                 | 朝鲜劳动党                        |                            | 接受朝鲜劳动党的领导，曾参加祖国统一民主主义战线。 |
| 柬埔寨                       | 柬埔寨人民党                      | 奉辛比克党                 | 拥护柬埔寨人民党的执政地位。 |
|                              | 阿玛纳特                          | 光明道路民主党             | 由于阿玛纳特长期执政，这两个政党作为议会政党所起的作用非常有限。 |
| 哈萨克斯坦人民党             | 阿玛纳特                          |                            | 由于阿玛纳特长期执政，这两个政党作为议会政党所起的作用非常有限。 |
|                              | 乌兹别克斯坦自由民主党            | 乌兹别克斯坦人民民主党     | 是官方承认的合法政党，而且都支持执政党乌兹别克斯坦自由民主党。 |
| 乌兹别克斯坦“民族复兴”民主党 | 乌兹别克斯坦自由民主党            |                            | 是官方承认的合法政党，而且都支持执政党乌兹别克斯坦自由民主党。 |
| “公正”社会民主党             | 乌兹别克斯坦自由民主党            |                            | 是官方承认的合法政党，而且都支持执政党乌兹别克斯坦自由民主党。 |
| 乌兹别克斯坦生态党           | 乌兹别克斯坦自由民主党            |                            | 是官方承认的合法政党，而且都支持执政党乌兹别克斯坦自由民主党。 |
|                              | 土库曼斯坦民主党                  | 土库曼斯坦工业家和企业家党 | 被广泛视为土库曼斯坦民主党的执政工具。 |
| 土库曼斯坦农业党             | 土库曼斯坦民主党                  |                            | 被广泛视为土库曼斯坦民主党的执政工具。 |
| 俄羅斯                       | 统一俄罗斯                        | 俄罗斯自由民主党           | 是弗拉基米尔·普京当局扶植的国家杜马政党，其政策与执政党统一俄罗斯基本一致。 |
| 俄羅斯                       | 统一俄罗斯                        | 公正俄罗斯—爱国者—为了真理 | 是弗拉基米尔·普京当局扶植的国家杜马政党，其政策与执政党统一俄罗斯基本一致。 |
| 俄羅斯                       | 统一俄罗斯                        | 新人                       | 是弗拉基米尔·普京当局扶植的国家杜马政党，其政策与执政党统一俄罗斯基本一致。 |
| 俄羅斯                       | 统一俄罗斯                        | 全俄政党“祖国”             | 是弗拉基米尔·普京当局扶植的国家杜马政党，其政策与执政党统一俄罗斯基本一致。 |
| 白俄羅斯                     | 白罗斯                            | 白俄罗斯共产党             | 是亚历山大·卢卡申科当局扶植的国民议会政党，其政策与执政党白罗斯基本一致。 |
| 白俄羅斯                     | 白罗斯                            | 劳动和正义共和党           | 是亚历山大·卢卡申科当局扶植的国民议会政党，其政策与执政党白罗斯基本一致。 |
| 白俄羅斯                     | 白罗斯                            | 白俄罗斯自由民主党         | 是亚历山大·卢卡申科当局扶植的国民议会政党，其政策与执政党白罗斯基本一致。 |
| 德国                         | 德国基督教民主联盟                | 巴伐利亚基督教社会联盟     | 事实上是德国基督教民主联盟在巴伐利亚的分支，与德国基督教民主联盟组成联盟党。 |
| 匈牙利                       | 青年民主主義者聯盟—匈牙利公民聯盟 | 基督教民主人民黨           | 長期作為青年民主主義者聯盟—匈牙利公民聯盟的執政夥伴，實際接受其領導。 |
| 英国                         | 工黨                              | 合作黨                     | 事实上是工党的一部分，其成员同时也是工党成员。和工党共同以“劳工与合作党”的名义参加选举。 |
| 北爱尔兰（ 英国）            | 工黨                              | 社会民主工党               | 工党、保守党、自由民主党这三個英国主要政黨不在北爱尔兰参加选举。社会民主工党被视为工党在北爱尔兰的代表，民主統一党和阿尔斯特统一党被视为保守党在北爱尔兰的代表，北爱尔兰联盟党被视为自由民主党在北爱尔兰的代表。 |
| 北爱尔兰（ 英国）            | 保守黨                            | 民主統一党                 | 工党、保守党、自由民主党这三個英国主要政黨不在北爱尔兰参加选举。社会民主工党被视为工党在北爱尔兰的代表，民主統一党和阿尔斯特统一党被视为保守党在北爱尔兰的代表，北爱尔兰联盟党被视为自由民主党在北爱尔兰的代表。 |
| 北爱尔兰（ 英国）            | 保守黨                            | 阿爾斯特統一黨             | 工党、保守党、自由民主党这三個英国主要政黨不在北爱尔兰参加选举。社会民主工党被视为工党在北爱尔兰的代表，民主統一党和阿尔斯特统一党被视为保守党在北爱尔兰的代表，北爱尔兰联盟党被视为自由民主党在北爱尔兰的代表。 |
| 北爱尔兰（ 英国）            | 自由民主党                        | 北愛爾蘭聯盟黨             | 工党、保守党、自由民主党这三個英国主要政黨不在北爱尔兰参加选举。社会民主工党被视为工党在北爱尔兰的代表，民主統一党和阿尔斯特统一党被视为保守党在北爱尔兰的代表，北爱尔兰联盟党被视为自由民主党在北爱尔兰的代表。 |
| 阿尔及利亚                   | 民族解放阵线                      | 民族民主联盟               | 与民族解放阵线长期联合执政，事实上接受其领导。 |
| 新西兰                       | 新西兰国家党                      | 行动新西兰                 | 多次参加新西兰国家党领导的政府，接受其领导。 |

## 历史上的卫星党列表
| 国家             | 主导党                      | 卫星党                                                         | 备注 |
| ---------------- | --------------------------- | -------------------------------------------------------------- | --- |
| 中華民國         | 中國國民黨                  | 中國民主社會黨                                                 | 中華民國政府遷台後，隨之來台的民社黨和青年黨在解嚴前普遍支持當時政府，調查局也暗中監控，黨外人士戲稱為「花瓶」黨。在党禁解除迅速泡沫化。2020年4月29日，內政部廢止民社黨，而青年党仍然存在。 |
| 中華民國         | 中國國民黨                  | 中國青年黨                                                     | 中華民國政府遷台後，隨之來台的民社黨和青年黨在解嚴前普遍支持當時政府，調查局也暗中監控，黨外人士戲稱為「花瓶」黨。在党禁解除迅速泡沫化。2020年4月29日，內政部廢止民社黨，而青年党仍然存在。 |
| 朝鮮             | 朝鲜劳动党                  | 民主独立党                                                     | 朝鲜劳动党早期的卫星党，都已停止活动。 |
| 朝鮮             | 朝鲜劳动党                  | 东路人民党                                                     | 朝鲜劳动党早期的卫星党，都已停止活动。 |
| 朝鮮             | 朝鲜劳动党                  | 江绵人民联盟                                                   | 朝鲜劳动党早期的卫星党，都已停止活动。 |
|                  | 朝鲜劳动党                  | 人民共和党                                                     | 朝鲜劳动党早期的卫星党，都已停止活动。 |
| 勤劳人民党       | 朝鲜劳动党                  |                                                                | 朝鲜劳动党早期的卫星党，都已停止活动。 |
| 人民群众联盟     | 朝鲜劳动党                  |                                                                | 朝鲜劳动党早期的卫星党，都已停止活动。 |
|                  | 民主正義黨                  | 民主韩国党                                                     | 第五共和國時期全斗焕当局扶植的卫星党，存在于1981年—1988年。 |
| 韩国国民党       | 民主正義黨                  |                                                                | 第五共和國時期全斗焕当局扶植的卫星党，存在于1981年—1988年。 |
| 共同民主党       | 共同市民黨                  | 接受共同民主黨的领导，为应对2020年大韩民国国会选举改制而成立。 | |
| 共同民主党       | 共同民主聯合                | 接受共同民主黨的领导，为应对2024年大韩民国国会选举改制而成立。 | |
| 未來統合黨       | 未來韓國黨                  | 接受未來統合黨的领导，为应对2020年大韩民国国会选举改制而成立。 | |
| 國民力量         | 國民未來                    | 接受國民力量的领导，为应对2024年大韩民国国会选举改制而成立。   | |
| 越南             | 越南共产党                  | 越南社会党                                                     | 接受越南共产党的领导，参加越南祖国阵线，存在至1988年。 |
| 越南             | 越南共产党                  | 越南民主党                                                     | 接受越南共产党的领导，参加越南祖国阵线，存在至1988年。 |
| 緬甸             | 联邦巩固与发展协会          | 民族团结党                                                     | 曾是联邦巩固与发展协会的卫星党，但在2010年缅甸议会选举前夕与联邦巩固与发展协会的后继者联邦巩固与发展党决裂，现已泡沫化。                                                                    |
| 伊拉克           | 阿拉伯复兴社会党—伊拉克地区 | 库尔德斯坦革命党                                               | 接受阿拉伯复兴社会党—伊拉克地区的领导，参加全国进步阵线。 |
| 伊拉克           | 阿拉伯复兴社会党—伊拉克地区 | 伊拉克共产党 (1995年)                                          | 未正式注册为政党，但被萨达姆政权容忍存在。 |
| 叙利亚           | 阿拉伯复兴社会党—叙利亚地区 | 叙利亚社会民族党                                               | 接受阿拉伯复兴社会党—叙利亚地区的领导，参加全国进步阵线。 |
| 叙利亚           | 阿拉伯复兴社会党—叙利亚地区 | 阿拉伯社会主义联盟党                                           | 接受阿拉伯复兴社会党—叙利亚地区的领导，参加全国进步阵线。 |
| 叙利亚           | 阿拉伯复兴社会党—叙利亚地区 | 叙利亚共产党（巴格达什派）                                     | 接受阿拉伯复兴社会党—叙利亚地区的领导，参加全国进步阵线。 |
| 叙利亚           | 阿拉伯复兴社会党—叙利亚地区 | 统一叙利亚共产党                                               | 接受阿拉伯复兴社会党—叙利亚地区的领导，参加全国进步阵线。 |
| 叙利亚           | 阿拉伯复兴社会党—叙利亚地区 | 社会主义统一分子党                                             | 接受阿拉伯复兴社会党—叙利亚地区的领导，参加全国进步阵线。 |
| 叙利亚           | 阿拉伯复兴社会党—叙利亚地区 | 民族协约党                                                     | 接受阿拉伯复兴社会党—叙利亚地区的领导，参加全国进步阵线。 |
| 叙利亚           | 阿拉伯复兴社会党—叙利亚地区 | 阿拉伯民主联盟党                                               | 接受阿拉伯复兴社会党—叙利亚地区的领导，参加全国进步阵线。 |
| 叙利亚           | 阿拉伯复兴社会党—叙利亚地区 | 民主社会主义统一分子党                                         | 接受阿拉伯复兴社会党—叙利亚地区的领导，参加全国进步阵线。 |
| 叙利亚           | 阿拉伯复兴社会党—叙利亚地区 | 阿拉伯社会主义运动                                             | 接受阿拉伯复兴社会党—叙利亚地区的领导，参加全国进步阵线。 |
| 叙利亚           | 阿拉伯复兴社会党—叙利亚地区 | 社会民主统一分子                                               | 接受阿拉伯复兴社会党—叙利亚地区的领导，参加全国进步阵线。 |
| 波蘭             | 波兰统一工人党              | 统一人民党                                                     | 接受波兰统一工人党的领导，先后参加民主集团、民族团结阵线和民族复兴爱国运动。 |
| 波蘭             | 波兰统一工人党              | 民主党                                                         | 接受波兰统一工人党的领导，先后参加民主集团、民族团结阵线和民族复兴爱国运动。 |
| 东德             | 德國統一社會黨              | 德国基督教民主联盟                                             | 接受德国统一社会党的领导，参加党派和群众组织民主集团和德意志民主共和国全国阵线。兩德統一前后，均最终併入西德政党。                                                                          |
| 东德             | 德國統一社會黨              | 德国民主农民党                                                 | 接受德国统一社会党的领导，参加党派和群众组织民主集团和德意志民主共和国全国阵线。兩德統一前后，均最终併入西德政党。                                                                          |
| 东德             | 德國統一社會黨              | 德国自由民主党                                                 | 接受德国统一社会党的领导，参加党派和群众组织民主集团和德意志民主共和国全国阵线。兩德統一前后，均最终併入西德政党。                                                                          |
| 东德             | 德國統一社會黨              | 德国国家民主党                                                 | 接受德国统一社会党的领导，参加党派和群众组织民主集团和德意志民主共和国全国阵线。兩德統一前后，均最终併入西德政党。                                                                          |
| 捷克斯洛伐克     | 捷克斯洛伐克共產黨          | 捷克斯洛伐克社会党                                             | 接受捷克斯洛伐克共产党的领导，参加民族阵线。 |
| 捷克斯洛伐克     | 捷克斯洛伐克共產黨          | 捷克斯洛伐克人民党                                             | 接受捷克斯洛伐克共产党的领导，参加民族阵线。 |
| 捷克斯洛伐克     | 捷克斯洛伐克共產黨          | 自由党                                                         | 接受捷克斯洛伐克共产党的领导，参加民族阵线。 |
| 捷克斯洛伐克     | 捷克斯洛伐克共產黨          | 斯洛伐克复兴党                                                 | 接受捷克斯洛伐克共产党的领导，参加民族阵线。 |
| 保加利亞         | 保加利亚共产党              | 保加利亚农民联盟                                               | 接受保加利亚共产党的领导，参加祖国阵线。 |
|                  | 澳大利亚自由党              | 澳大利亚国家党                                                 | 长期接受澳大利亚自由党的领导，共同组成联盟。 |
| 昆士兰自由国家党 | 澳大利亚自由党              |                                                                | 长期接受澳大利亚自由党的领导，共同组成联盟。 |
| 北领地乡村自由党 | 澳大利亚自由党              |                                                                | 长期接受澳大利亚自由党的领导，共同组成联盟。 |
| 墨西哥           | 革命制度党                  | 墨西哥革命真正党                                               | 在革命制度党一党专制的威权统治时期（1920年—1988年），曾被视为它的卫星党。 |
| 墨西哥           | 革命制度党                  | 社会主义人民党                                                 | 在革命制度党一党专制的威权统治时期（1920年—1988年），曾被视为它的卫星党。 |